# Robert Higgs
Robert Higgs (ur. 1 lutego 1944) – amerykański historyk ekonomii, przedstawiciel szkoły austriackiej oraz anarchokapitalizmu. Jego dzieła z zakresu ekonomii dotyczą najczęściej znaczenia, przyczyn oraz skutków rozrostu kompetencji rządu.

## Praca zawodowa
Higgs jest od września 1994 roku starszym wykładowcą ekonomii politycznej w Independent Institute, a od 1995 redaktorem Independent Review. Ponadto jest adiunktem-członkiem wydziału w Ludwig von Mises Institute, a także adiunktem w Cato Institute. Współpracuje z portalem LewRockwell.com.
Higgs pracował na stanowiskach nauczycielskich na Uniwersytecie Waszyngtońskim, Lafayette College oraz Seattle University. Gościnnie wykładał również na Uniwersytecie Oksfordzkim oraz Uniwersytecie Stanforda. Dodatkowo w 2006 roku był tzw. profesorem wizytującym na Wyższej Szkole Ekonomicznej i nadzorował rozprawy doktorskie na Uniwersytecie Francisco Marroquina.

## Działalność publicystyczna
Efekt mechanizmu zapadki
Daniel McCarthy uznał i podsumował teorię mechanizmu zapadki w recenzji Przeciwko Lewiatanowi (Against Leviathan, zobacz hipotezę Lewiatana), która ukazała się w The American Conservative. McCarthy zauważa w niej:
Kryzys i Lewiatan (Crisis and Leviathan) to książka, która jest kamieniem milowym ze względu na konsekwencję, z jaką Higgs omawia w niej rozumowanie Jamesa Madisona. W 1794 roku Madison ostrzegał przed "starą sztuczką, która polega na takim wykorzystywaniu okazji, aby każda ewentualność stanowiła powód do zwiększenia zakresu władzy rządowej." Dotychczas wielu ekonomistów politycznych badało wzrost władzy rządowej w okresach wojen, kryzysów ekonomicznych i innych rewolucji, jednak żaden z nich nie dokonał tego tak dokładnie i starannie jak Higgs. Higgsa szczególnie interesuje efekt zapadki, który polega na tym, że po okresie kryzysu władza państwowa zwiększa się, nigdy jednak nie powraca do swojego pierwotnego poziomu. Zatem każda sytuacja kryzysowa pozostawia rząd z nieco szerszymi kompetencjami niż te, które dotychczas posiadał.
O prawidłowości opisanej przez Higgsa w swoich pracach dyskutowali Jörg Guido Hülsmann, Joseph Salerno, Lew Rockwell i inni.
Wojna w Iraku
Higgs był zdecydowanym krytykiem Wojny w Iraku. W lutowym Los Angeles Chronicle z 2008 roku pisał, że konfliktu nie zakończą żadne racjonalne argumenty. Tym co doprowadzi do końca wojny w Iraku będzie zbyt duża ilość ofiar lub poważne trudności ekonomiczne. Rozwinął tę myśl następująco:
To jasne, że kontynuowanie wojny służy interesom przywódców. Mogą oni twierdzić, że próbują zakończyć wojnę. Podobnie jak wielu Demokratów w obecnym Kongresie, będą chcieli zapewnić sobie elekcję bądź reelekcję, obiecując, że zrobią wszystko, co w ich mocy, by zakończyć wojnę. Jednak prawda jest taka, że oszukują wyborców. Kiedy bowiem rozważą wszystkie możliwe konsekwencje jakie spowoduje dla nich zakończenie wojny, okaże się, że bardziej opłaca im się kontynuowanie konfliktu.
Fannie Mae, Freddie Mac i pomoc społeczna
Higgs w artykule z 10 września 2008 pt. Tykająca bomba eksploduje, społeczeństwo jest zszokowane (Ticking Time Bomb Explodes, Public Is Shocked) stwierdził:
Niepowodzenia Fannie Mae i Freddie Mac, które uruchomiły największe dotacje i przejęcia w historii USA, są smutnym potwierdzeniem przewidywań kompetentnych ekonomistów (…) Nasza polityka ekonomiczna aż roi się od podobnych, czekających w kolejce katastrof. Jednak kiedy nieuchronny staje się dzień rozliczenia a kolejne mieszkanie w państwowym »Hotelu Niespełnionych Obietnic« upada społeczeństwo zawsze wygląda na zaskoczone i oburzone. Kosztami schronienia poprzednich mieszkańców hotelu obciąża się wówczas podatników (…) Możesz to nazwać demokracją w działaniu, bądź całkowicie skorumpowanym rządem; to jedno i to samo.
Artykuł ten był cytowany na antenie przez osobowości radiowe, a Tom Baurele z radia WBEN przyznał, że był to jeden z jego ulubionych artykułów „wszech czasów”.
Reżimowa niepewność
Koncepcja niepewności reżimowej (regime uncertainty) opisuje niepewność inwestorów co do ich prywatnej własności, kapitału oraz uzyskiwanych dochodów wynikającą z działań instytucji państwowych.

## Publikacje
Jako autor
- Transformacja amerykańskiej gospodarki 1865 – 1914 (The Transformation of the American Economy, 1865-1914), 1971
- Konkurencja i przymus: czarnoskórzy w amerykańskiej gospodarce 1865-1914 (Competition and Coercion: Blacks in the American Economy, 1865-1914), 1977 – w wersji papierowej 1980, nominowana do Beveridge Award
- Kryzys i Lewiatan: najważniejsze wydarzenia w historii wzrostu władzy amerykańskiego rządu (Crisis and Leviathan: Critical Episodes in the Growth of American Government), 1987
- Przeciwko Lewiatanowi: władza rządowa i wolne społeczeństwo (Against Leviathan: Government Power and a Free Society), 2004
- Odrodzenie państwa wojennego: kryzys od 9/11 (Resurgence of the Warfare State: The Crisis Since 9/11), 2005
- Kryzys, wojna i zimna wojna: studia nad ekonomią polityczną (Depression, War and Cold War: Studies in Political Economy), 2006
- Ekonomia polityczna strachu (Politická ekonomie strachu), 2006
- Ani wolność, ani bezpieczeństwo: strach, ideologia i rozrost rządu (Neither Liberty Nor Safety: Fear, Ideology, and the Growth of Government), 2007

Jako redaktor
- Powstanie współczesnej ekonomii politycznej (Emergence of the Modern Political Economy), 1985
- Zbrojenia, polityka i ekonomia: historyczne i współczesne perspektywy (Arms, Politics, and the Economy: Historical and Contemporary Perspectives), 1990
- Niebezpieczeństwo dla naszego zdrowia? Regulowanie przez FDA rynku produktów opieki zdrowotnej (Hazardous to Our Health? FDA Regulation of Health Care Products), 1995
- Zielone przemyślenia: alternatywy dla biurokracji ochrony środowiska (Re-Thinking Green: Alternatives to Environmental Bureaucracy), razem z Carl P. Close, 2005
- Wyzwanie dla wolności: klasyczny liberalizm dzisiaj (The Challenge of Liberty: Classical Liberalism Today), razem z Carl P. Close, 2006
- Przeciwko państwu krucjat: alternatywy dla globalnego interwencjonizmu (Opposing the Crusader State: Alternatives to Global Interventionism), razem z Carl P. Close, 2007